# Sarkis Diranian

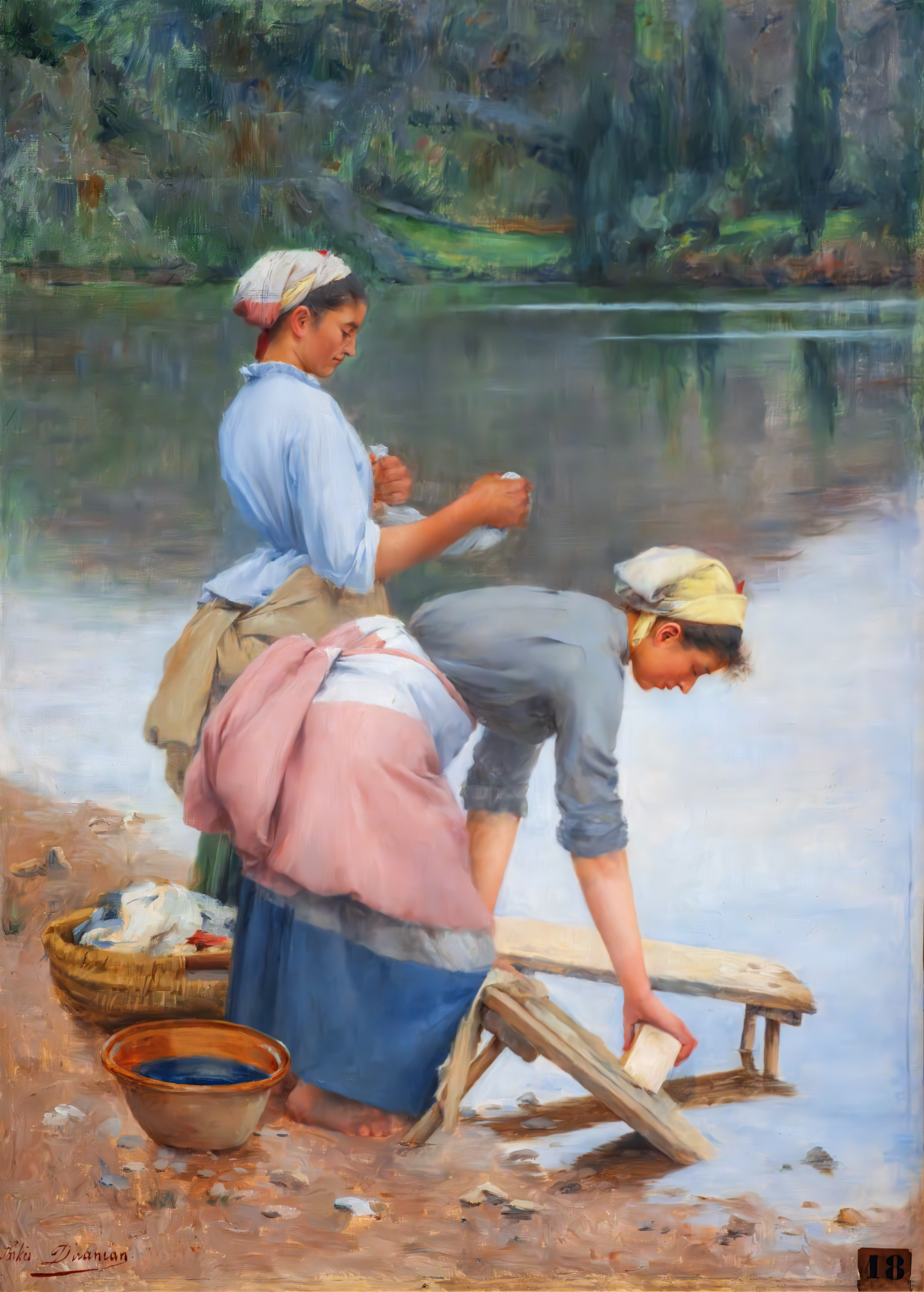
Die Unterlegscheiben am Ufer des Lot.

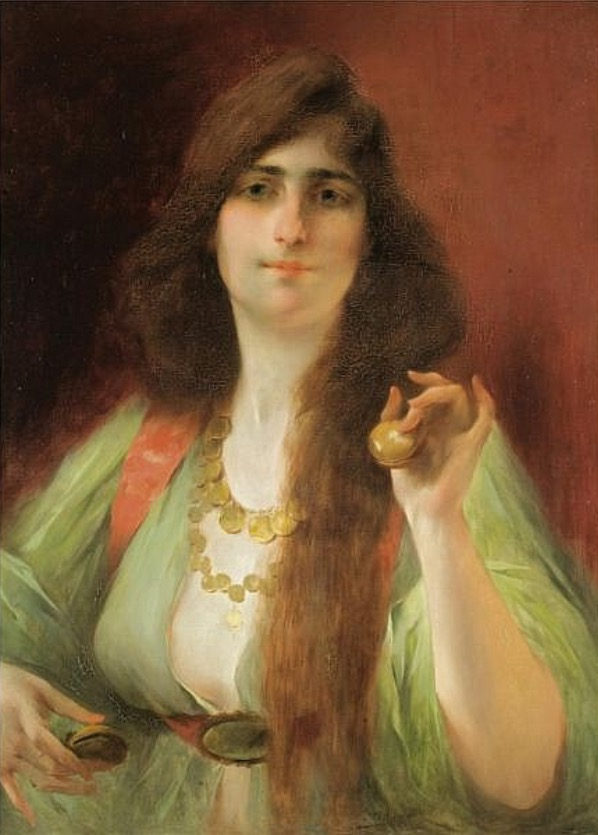
Junge Frau mit Kastagnetten

Sarkis Diranian (armenisch Սարգիս Տիրանեան, * 17. Februar 1859 in Konstantinopel; † 20. Januar 1938 in Paris)  war ein in Frankreich tätiger armenischer Genre-, Akt- und Landschaftsmaler sowie Maler des Orientalismus.
Diranian studierte Malerei an der 1875 vom französischen Maler Pierre-Désiré Guillemet in der Hamalbaşı-Straße in Beyoğlu (Pera) errichteten Akademie der Zeichnung und Malerei.  
Er setzte sein Studium an der École des beaux-arts de Paris bei Jean-Léon Gérôme fort. Ab 1889 war er in Paris als freischaffender Künstler tätig. Er beschäftigte sich mit der Genre-, Akt- und Landschaftsmalerei, auch mit Szenen aus dem orientalischen Milieu.
1883 oder 1884 wurde er von der osmanischen Regierung mit dem Orden des Medjidie ausgezeichnet. 1887 erhielt er ein monatliches Stipendium des Osmanischen Ministeriums für Bildung. 
Von 1883 bis 1910 zeigte er seine Werke im Salon der Société des Artistes Français. Diranian erhielt lobende Erwähnungen auf dem Pariser Salon 1892 und auf der Weltausstellung Paris 1900. 1908 fand seine Einzelausstellung in Paris statt, 1909 nahm er in einer gemeinsamen Ausstellung in München teil. 